# ADN-Z

Estructura de l'ADN-Z

L'ADN-Z o Z-DNA és una de les moltes estructures de doble hèlix possibles de l'ADN. És una estructura en doble hèlix esquerrana en les quals la doble hèlix va cap a l'esquerra en un patró de ziga-zaga (en comptes de cap a la dreta, com en la forma més comuna ADN-B). Hom creu que la forma ADN-Z, que es va descobrir l'any 1979 al MIT., és una de les tres formes biològicament actives junt amb -A i ADN-B.
L'any 2007, es va descriure la versió ARN version de l'ADN-Z, ARN-Z.

## Significació biològica
Mentre que no s'ha trobat cap siginificació biològica de l'ADN-Z, es creu que proporciona relleu torsional quan hi ha la transcripció de l'ADN.